# Escriptura Jiahu

Exemple de l'escriptura Jiahu

L'escriptura Jiahu (寫作賈湖), és un sistema d'escriptura no desxifrat, compost per 16 marques diferents trobades sobre closques de tortugues a Jiahu, lloc on es trobava la cultura neolítica de Peiligang, província d'Henan, Xina.
Han estat datades d'entre els anys 6200 i 6600 aE. Alguns arqueòlegs creuen que les marques són semblants (sense necessàriament significar el mateix) a alguns caràcters utilitzats molt de temps després en el sistema d'escriptura dels ossos oraculars (els ideogrames  "ull", i  "sol, dia" són molt semblants al símbol ), però actualment no n'hi ha consens.

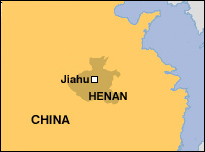
Ubicació de Jiahu

L'arqueòleg Garman Harbottle assenyala que hi havia indicis que la cultura present a Jiahu no era prou complexa com per desenvolupar un sistema d'escriptura. Un estudi de l'any 2003 a Antiquity els va interpretar "no com l'escriptura en si mateixa, sinó com a característiques d'un llarg període d'ús de signes que finalment va portar a un sistema d'escriptura complet". Com a sistema d'escriptura arribaria molt més tard amb l'emperador Wu Ding de la dinastia Shang, que va començar al voltant de c. 1250 aC o 1200 aC.
Es trobaren a prop de les closques agrupacions de pedres petites, amb el qual cosa sorgeix una nova hipòtesi: si aquestes closques serien sonalls de rituals xamànics.